# Masters de golf de 2024
Navigation
Masters 2023 Masters 2025
Le Masters 2024 est la 88e édition du Masters qui se dispute annuellement à l'Augusta National Golf Club situé dans la ville d'Augusta dans l'État de Géorgie aux États-Unis. Il est dans le calendrier le premier des quatre tournois majeurs annuels reconnus par les trois principaux circuits professionnels (le PGA Tour, le DP World Tour et le Japan Golf Tour), suivent l'Open américain, l'Open britannique et le Championnat de la PGA.

## Qualifications
Le Masters a la particularité de rester officiellement un tournoi majeur sur invitation, cependant il y a un processus de qualification défini. En théorie, le club peut refuser tout participant qualifié. Lors de cette édition 2024, 89 golfeurs ont reçu leur invitation.

### Différentes catégories de qualifications 2024
Les golfeurs invités doivent remplir au moins une de ces conditions :
- Les anciens vainqueurs du Masters.
- Les cinq derniers vainqueurs de l'Open américain, de l'Open britannique et du Championnat de la PGA.
- Les cinq derniers vainqueurs du Players Championship.
- Le champion olympique en titre.
- Les deux premiers du Championnat de golf amateur des États-Unis 2023.
- Le vainqueur du Championnat de golf amateur de Grande-Bretagne 2023.
- Le vainqueur du Championnat de golf amateur Asie-Pacifique 2023.
- Le vainqueur de Championnat de golf Amérique latine 2023.
- Le vainqueur de l'US Mid-Amateur 2023.
- Le vainqueur du championnat de la NCAA 2023.
- Les douze premiers du Masters 2023.
- Les quatre premiers de l'Open américain, de l'Open britannique et du Championnat de la PG 2023.
- Les vainqueurs sur les tournois du PGA Tour entre le Masters 2023 et 2024.
- Les golfeurs qualifiés au Tour Championship 2023.
- le top 50 de l'Official World Golf Ranking au 31 décembre 2023.
- le top 50 de l'Official World Golf Ranking au 1er avril 2024.
- Des invités internationaux

89 golfeurs ont reçu une invitation aux Masters 2024.

## Liste des participants
| Critères                                                                  | Participants          | Participants      | Participants        | Participants    |
| ------------------------------------------------------------------------- | --------------------- | ----------------- | ------------------- | --------------- |
| anciens vainqueurs du Masters                                             | Fred Couples          | Sergio García     | Dustin Johnson      | Zach Johnson    |
| anciens vainqueurs du Masters                                             | Hideki Matsuyama      | Phil Mickelson    | José María Olazábal | Jon Rahm        |
| anciens vainqueurs du Masters                                             | Patrick Reed          | Scott Scheffler   | Charl Schwartzel    | Adam Scott      |
| anciens vainqueurs du Masters                                             | Vijay Singh           | Jordan Spieth     | Bubba Watson        | Mike Weir       |
| anciens vainqueurs du Masters                                             | Daniel Willett        | Tiger Woods       |                     |                 |
| Cinq derniers vainqueurs de l'Open américain                              | Wyndham Clark         | Bryson DeChambeau | Matthew Fitzpatrick | Gary Woodland   |
| Cinq derniers vainqueurs de l'Open britannique                            | Brian Harman          | Shane Lowry       | Collin Morikawa     | Cameron Smith   |
| Cinq derniers vainqueurs du Championnat de la PGA                         | Brooks Koepka         | Justin Thomas     |                     |                 |
| Vainqueur et finaliste du Championnat de golf amateur des États-Unis 2023 | Neal Shipley          |                   |                     |                 |
| Vainqueur du Championnat de golf amateur de Grande-Bretagne 2023          | Christo Lamprecht     |                   |                     |                 |
| Vainqueur du Championnat de golf amateur Asie-Pacifique 2023              | Jasper Stubbs         |                   |                     |                 |
| Vainqueur de Championnat de golf Amérique latine 2023                     | Santiago de la Fuente |                   |                     |                 |
| Vainqueur de l'US Mid-Amateur 2023                                        | Stewart Hagestad      |                   |                     |                 |
| Top 12 du Masters 2023                                                    | Russell Henley        | Viktor Hovland    | Xander Schauffele   | Sahith Theegala |
| Top 12 du Masters 2023                                                    | Cameron Young         |                   |                     |                 |
| Top 4 des trois autres tournois majeurs 2023                              | Cameron Davis         | Jason Day         | Tom Kim             | Kurt Kitayama   |
| Top 4 des trois autres tournois majeurs 2023                              | Rory McIlroy          | Sepp Straka       |                     |                 |
| Vainqueur d'un tournoi PGA depuis le Masters 2023                         | Ludvig Åberg          | Akshay Bhatia     | Keegan Bradley      | Nick Dunlap     |
| Vainqueur d'un tournoi PGA depuis le Masters 2023                         | Austin Eckroat        | Tony Finau        | Rickie Fowler       | Lucas Glover    |
| Vainqueur d'un tournoi PGA depuis le Masters 2023                         | Emiliano Grillo       | Lee Hodges        | Stephan Jäger       | Chris Kirk      |
| Vainqueur d'un tournoi PGA depuis le Masters 2023                         | Jake Knapp            | Luke List         | Peter Malnati       | Grayson Murray  |
| Vainqueur d'un tournoi PGA depuis le Masters 2023                         | Matthieu Pavon        | Nick Taylor       | Erik van Rooyen     | Camilo Villegas |
| Golfeurs qualifiés au Tour Championship 2023                              | Sam Burns             | Patrick Cantlay   | Corey Conners       | Tommy Fleetwood |
| Golfeurs qualifiés au Tour Championship 2023                              | Tyrrell Hatton        | Max Homa          | Im Sung-jae         | Kim Si-woo      |
| Golfeurs qualifiés au Tour Championship 2023                              | Taylor Moore          | Adam Schenk       |                     |                 |
| Top 50 mondial au 31/12/2023                                              | Eric Cole             | Harris English    | Ryan Fox            | Adam Hadwin     |
| Top 50 mondial au 31/12/2023                                              | Nicolai Højgaard      | Min Woo Lee       | Denny McCarthy      | Adrian Meronk   |
| Top 50 mondial au 31/12/2023                                              | J. T. Poston          | Justin Rose       | Will Zalatoris      |                 |
| Top 50 mondial au 01/04/2024                                              | An Byeong-hun         |                   |                     |                 |
| Invitations                                                               | Ryo Hisatsune         | Joaquín Niemann   | Thorbjørn Olesen    |                 |

## Déroulement du tournoi
Le Masters se joue sur quatre jours avec un parcours quotidien de 18 trous. Au total, les golfeurs ayant passé le cut auront disputé 72 trous (sans compter les play-offs). Au deuxième jour, les 44 premiers ou les golfeurs étant à dix coups du leader poursuivent le tournoi après le cut.

### Compétition du par 3
Précédant le tournoi, une compétition annuelle sur un parcours de 9 trous composé uniquement de par 3 est organisée le mercredi 10 avril. En 2024, le vainqueur est Rickie Fowler.

### Le tournoi

#### Premier tour
Le tournoi est retardé de deux heures en raison de précipitations la veille la nuit, contraignant une trentaine de golfeurs a complété leur premier tour le lendemain. L'Américain Bryson DeChambeau, membre du LIV Golf, prend seul la tête du tournoi avec une carte de 65 alors qu'il reste sur deux cuts non passés en 2022 et 2023, et rend ainsi sa meilleure carte à Augusta de sa vie. Il est suivi du numéro un mondial Scott Scheffler à un coup.

#### Deuxième tour
Le vent joue un rôle déterminant en ce deuxième jour du tournoi amenant de nombreux participants à être en difficulté. Seul un golfeur rend une carte sous les 70 - le Suédois Ludvig Åberg, débutant qui dispute son premier Masters, qui intègre le top 10 et monte à la septième place. Un trio occupe la tête du tournoi avec les deux premiers de la veille, DeChambeau et Scheffler, complété de Max Homa. De nombreux prétendants ne passent pas le cut fixé à +7, ainsi les anciens vainqueurs dont Sergio García et Jordan Spieth sont éliminés. En revanche, Tiger Woods réussit son 23e cut consécutif au Masters.

#### Troisième tour
Avec désormais 59 participants à la suite du cut du deuxième jour, les conditions venteuses sont toujours présentes et mettent en difficulté les participants. Scott Scheffler maintient son rang et occupe désormais seul la tête devant Collin Morikawa, auteur d'une remontée au classement, et Max Homa. Le débutant Ludvig Åberg suit à l'affût. DeChambeau, en revanche, se retrouve à 4 coups de la tête.

#### Quatrième tour
Malgré deux bogeys dans les premiers trous, laissant croire à une remontée de ses adversaires sur lui, Scott Scheffler réussit trois birdies d'affilée aux trous 7, 8 et 9. Cette accélération dans son jeu éloigne ses adversaires de la première place qu'il occupe. Collin Morikawa touche les bunkers, Ludvig Åberg envoie sa balle dans l'eau et Max Homa dans les buissons. Scheffler  rend une dernière carte de 68, seul golfeur du top 20 à réussir pareille performance ce jour pour s'imposer une seconde fois après son sacre de 2022. Le débutant suédois Åberg termine à une seconde place à quatre coups du vainqueur et surprend les observateurs, égalisant la meilleure performance d'un Suédois au Masters après Jonas Blixt en 2014. Il est suivi d'un trio composé de Tommy Fleetwood-Homa-Morikawa à sept coups du vainqueur. La Français Matthieu Pavon avec une douzième place finale réalise la meilleure performance d'un Français dans l'histoire de ce tournoi.

### Classement final
| Pos. | Golfeur           | Score           | Par  | Gain individuel |
| ---- | ----------------- | --------------- | ---- | --------------- |
| 1    | Scott Scheffler   | 66-72-71-68=277 | - 11 | 3 600 000 $     |
| 2    | Ludvig Åberg      | 73-69-70-69=281 | - 7  | 2 160 000 $     |
| 3    | Tommy Fleetwood   | 72-71-72-69=284 | - 4  | 1 040 000 $     |
| 3    | Max Homa          | 67-71-73-73=284 | - 4  | 1 040 000 $     |
| 3    | Collin Morikawa   | 71-70-69-74=284 | - 4  | 1 040 000 $     |
| 6    | Bryson DeChambeau | 65-73-75-73=286 | - 2  | 695 000 $       |
| 6    | Cameron Smith     | 71-72-72-71=286 | - 2  | 695 000 $       |
| 8    | Xander Schauffele | 72-72-70-73=287 | - 1  | 620 000 $       |
| 9    | Tyrrell Hatton    | 72-74-73-69=288 | E    | 540 000 $       |
| 9    | Cameron Young     | 70-73-72-73=288 | E    | 540 000 $       |
| 9    | Will Zalatoris    | 70-77-72-69=288 | E    | 540 000 $       |
| 12   | Cameron Davis     | 69-72-73-75=289 | + 1  | 405 000 $       |
| 12   | Matthieu Pavon    | 70-73-74-72=289 | + 1  | 405 000 $       |
| 12   | Patrick Reed      | 74-70-73-72=289 | + 1  | 405 000 $       |
| 12   | Adam Schenk       | 73-71-72-73=289 | + 1  | 405 000 $       |

## Statistiques diverses

### Nouvelles meilleures performances par nation
| Pos. | Golfeur         | Commentaire                                                                                                |
| ---- | --------------- | --- |
| 1    | Scott Scheffler | Egale la meilleure performance d'un Américain au Masters.                                                  |
| 2    | Ludvig Åberg    | Egale la meilleure performance d'un Suédois au Masters après Jonas Blixt en 2014.                          |
| 12   | Matthieu Pavon  | Effectue la meilleure performance d'un Français au Masters (Thomas Levet avait terminé 13e en 2005).       |
| 16   | Sepp Straka     | Effectue la meilleure performance d'un Autrichien au Masters (Bernd Wiesberger avait terminé 22e en 2015). |